# IC 59
IC 59 је емисиона маглина у сазвјежђу Касиопеја која се налази на листи објеката дубоког неба у Индекс каталогу.
Деклинација објекта је + 61° 8' 37" а ректасцензија 0h 57m 28,5s. IC 59 је још познат и под ознакама LBN 620, Gamma Cas nebula.